# HD 81309
HD 81309，又名CD-37 5721，SAO 200320、HR 3735，是一颗恒星，视星等为6.48，位于銀經263.89，銀緯8.9，其B1900.0坐标为赤經9h 19m 43.6s，赤緯-37° 8.9′ 42″。